# Cyclommatus incognitus
Cyclommatus incognitus is een keversoort uit de familie vliegende herten (Lucanidae). De wetenschappelijke naam van de soort is voor het eerst geldig gepubliceerd in 1906 door Mollenkamp.